# Ераков, Лев Александрович
Лев Александрович Ераков (1839—1885) — русский инженер, профессор Института инженеров путей сообщения; действительный статский советник.

## Биография
Родился в 1839 году в семье инженера Александра Николаевича Еракова. По окончании Института инженеров путей сообщения в 1860 году, он был оставлен в институте в качестве репетитора. В 1865 году командирован за границу для ознакомления с состоянием паровозного и вообще машиностроительного дела в Западной Европе, а также с механическими приспособлениями на железных дорогах. После своей вторичной поездки за границу, в 1867 году, им был составлен отчёт о всемирной выставке в Париже, опубликованный в «Журнале Министерства путей сообщения». В 1868 году Л. А. Ераков стал экстраординарным профессором по кафедре практической механики, и в том же году был командирован в Германию по вагонному делу. Усиленная постройка в России железных дорог в 60-х и в начале 70-х гг. дала ему возможность непосредственно применить к делу свои познания: многие предприятия пользовались его советами, преимущественно по устройству и выбору машин и механических приспособлений.
В 1871 году Ераков занял должность главного инженера подвижного состава и тяги Петербурго-Варшавской железной дороги. В 1873 году Ераков стал ординарным профессором института, а в 1874 году оставил службу на Петербурго-Варшавской железной дороге. Продолжая заниматься в институте, он с тех пор принимал деятельное участие во всех важнейших технических трудах министерства путей сообщения, касавшихся железнодорожного дела. В 1883 году награждён орденом Святого Станислава 1-й степени. В 1884 году был назначен членом Совета министерства путей сообщения. 
Ераков напечатал несколько брошюр и статей, касающихся преимущественно подъёмного состава железных дорог: о паропроизводительности трубчатых паровозных котлов; о причинах поломок шин; о расходах топлива паровозами; о расчетах, относящихся до употребления паровозов. Посмертное собрание его учёно-литературных трудов, в которые вошли, кроме напечатанных при его жизни статей в периодических изданиях, также некоторые из записок, представленные им по разным техническим вопросам в министерство путей сообщения, с портретом автора, было напечатано в 1889 году под заглавием: «Сборник статей и записок по разным техническим вопросам».
Умер 19 (31) октября 1885 года. Похоронен на петербургском Новодевичьем кладбище.